# Gabriela (2012)
Gabriela é uma telenovela brasileira produzida pela TV Globo e exibida de 18 de junho a 26 de outubro de 2012, em 77 capítulos. Foi a 2ª "novela das onze" exibida pela emissora.
Escrita por Walcyr Carrasco, com a colaboração de André Ryoki e Daniel Berlinsky e livremente inspirada no romance homônimo do escritor Jorge Amado, teve direção de André Felipe Binder, Marcelo Travesso, Noa Bressane e André Barros, direção geral de Mauro Mendonça Filho e direção de núcleo de Roberto Talma.
Contou com as participações de Juliana Paes, Humberto Martins, Mateus Solano, Vanessa Giácomo, José Wilker, Ivete Sangalo, Antônio Fagundes e Maitê Proença.

## Enredo
Em 1925, Gabriela é uma moça alegre, ingênua e muito bonita, que foge da seca do sertão nordestino com um grupo de retirantes rumo a Ilhéus, Bahia, onde é encontrada suja e desmazelada num mercado de pessoas pelo árabe Nacib. Ele a emprega em seu comércio, o Bar Vesúvio, como cozinheira, local onde também trabalham Chico Moleza e Bico-Fino. Inocente e ao mesmo tempo sensual e ousada, Gabriela conquista aos poucos o coração de Nacib e os dois acabam vivendo um romance. Nacib decide se casar com a cozinheira, e tenta transformá-la numa verdadeira dama da sociedade, o que será quase impossível para Gabriela, que não vê razão nos recatados costumes civis de Ilhéus. Além disso, para atrapalhar o romance dos dois, existe Zarolha, antigo caso amoroso de Nacib, de quando o árabe frequentava o Bataclã, famoso bordel da cidade.
O Bataclã, administrado pela elegante cafetina Maria Machadão, acolhe os homens da cidade num ambiente festivo e erótico, apresentando atrações como shows de música e dança e jogos de azar. Um de seus mais assíduos frequentadores é o mulherengo Tonico Bastos, o tabelião de notas da cidade, casado com a ciumenta Olga, que não sabe que o marido vive se envolvendo com prostitutas e moças solteiras pela cidade, como a vigarista Anabela. Tonico é um dos melhores amigos de Nacib, e acaba também se interessando por Gabriela.
A trama retrata também os conflitos entre o Coronel Ramiro Bastos, poderoso líder político de Ilhéus e patriarca da tradicional família Bastos, e Mundinho Falcão, exportador de cacau vindo do Rio de Janeiro com planos para modernizar a cidade de Ilhéus e disputar os votos dos ilheenses com o autoritário coronel para prefeito. Tudo se complica ainda quando Mundinho se apaixona por Gerusa, neta de Ramiro.
Dentre as tramas paralelas da novela, há a história da jovem Malvina Tavares, moça à frente de seu tempo, que não suporta a ideia de se casar para ser submissa a um marido grosseiro. Desiludida de sua paixão frustrada com o professor Josué, Malvina se envolve com um homem casado, o engenheiro Rômulo Vieira. O namoro é mal falado na cidade e reprovado pelo violento Coronel Melk Tavares, pai de Malvina.
A tragédia de Dona Sinhazinha, respeitada dama da sociedade ilheense, e esposa do bronco e sombrio Coronel Jesuíno Mendonça. Sinhazinha se envolve num fervoroso caso extraconjugal com o dentista Osmundo Pimentel, e é brutalmente assassinada pelo marido ao flagrá-la na cama com o amante. Esperando sair impune do crime em nome da honra matrimonial, o Coronel Jesuíno acaba sendo processado pela família de Osmundo.
O drama da jovem Lindinalva, órfã e noiva do bruto Berto Leal, que a expulsa de casa por desobediência. Lindinalva acaba se prostituindo no Bataclã sob o apelido Linda e sofre com a frieza e maledicência da sociedade ilheense. Mas vai encontrar o amor verdadeiro no sensato Juvenal Leal, até então noivo arranjado de Gerusa, que vai lutar para ficar com Linda, batendo de frente com seu irmão, Berto.

## Elenco
| Intérprete                    | Personagem                         |
| ----------------------------- | ---------------------------------- |
| Juliana Paes                  | Gabriela da Silva Saad             |
| Humberto Martins              | Nacib Achcar Saad                  |
| Antônio Fagundes              | Coronel Ramiro Bastos              |
| Mateus Solano                 | Raimundo Falcão (Mundinho)         |
| Luiza Valdetaro               | Gerusa Bastos                      |
| Vanessa Giácomo               | Malvina Tavares                    |
| José Wilker                   | Coronel Jesuíno Mendonça           |
| Maitê Proença                 | Dona Sinhazinha Guedes Mendonça    |
| Erik Marmo                    | Dr. Osmundo Pimentel               |
| Ivete Sangalo                 | Maria Machado (Maria Machadão)     |
| Laura Cardoso                 | Dona Dorotéia Leal / Dodô Tanajura |
| Marco Pigossi                 | Juvenal Leal                       |
| Giovanna Lancellotti          | Lindinalva Leal                    |
| Rodrigo Andrade               | Umberto Leal (Berto)               |
| Chico Diaz                    | Coronel Melk Tavares               |
| Leona Cavalli                 | Risoleta Ventura (Zarolha)         |
| Marcelo Serrado               | Antônio Ramiro Bastos (Tonico)     |
| Fabiana Karla                 | Olga Bastos                        |
| Amanda Richter                | Iracema Mendonça                   |
| Fernanda Pontes               | Zuleika Leal                       |
| Ary Fontoura                  | Coronel Coriolano Damasceno        |
| Anderson di Rizzi             | Professor Josué Fontes             |
| Suzana Pires                  | Maria da Glória (Glorinha)         |
| Genézio de Barros             | Dr. Amâncio Leal                   |
| Vera Zimmermann               | Conceição Bastos Leal              |
| José Bertrand Duarte Oliveira | Dr. Alfredo Bastos                 |
| Mauro Mendonça                | Coronel Manoel das Onças           |
| Gero Camilo                   | Miss Pirangi                       |
| José Rubens Chachá            | Dr. Ezequiel                       |
| Frank Menezes                 | Padre Cecílio                      |
| Neusa Maria Faro              | Dona Arminda                       |
| Bete Mendes                   | Florzinha dos Reis                 |
| Ângela Rebello                | Quinquina dos Reis                 |
| Bel Kutner                    | Marinalva Tavares                  |
| Nelson Xavier                 | Coronel Altino Brandão             |
| Emanuelle Araújo              | Teodora                            |
| Nathália Rodrigues            | Natascha                           |
| Ildi Silva                    | Quitéria                           |
| Suyane Moreira                | Mara                               |
| Raquel Villar                 | Durvalina (Ina)                    |
| Rhavine Chrispim              | Raquel                             |
| Edmílson Barros               | Nhô Galo                           |
| Pascoal da Conceição          | João Fulgêncio                     |
| Cláudio Mendes                | Dr. Maurício Caires                |
| Ilya São Paulo                | Dr. Pelópidas Clóvis Costa         |
| Harildo Deda                  | Coronel Ribeirinho                 |
| Yaçanã Martins                | Néia de Oliveira                   |
| Jackson Costa                 | Douglas                            |
| Daniel Ribeiro                | Clemente                           |
| Jhe Oliveira                  | Negro Fagundes                     |
| Heloísa Jorge                 | Fabiana                            |
| Luciana Souza                 | Filomena                           |
| Neca Vila Lobos               | Sacristão Cosme                    |
| Osvaldo Mil                   | Delegado Cazuza                    |
| Sérgio Maciel                 | Damião                             |
| Rejane Maya                   | Zulmira                            |
| Widoto Áquila                 | Loirinho                           |
| Telma Souza                   | Prazeres                           |
| Renan Ribeiro                 | Chico Moleza                       |
| Max Lima                      | Tuísca                             |
| Clara Paixão                  | Miquelina                          |
| Everton Machado               | Sete Voltas                        |
| Anna Gabriela Marques         | Maria Lupicínia Bastos             |
| Felipe Gimenez                | Ramiro Bastos Neto (Ramirinho)     |
| Gustavo Mello                 | José Bento Bastos (Bento)          |
| Kaic Crescente                | Ladislau Bastos                    |

### Participações especiais
| Intérprete            | Personagem                 |
| --------------------- | -------------------------- |
| Henri Castelli        | Rômulo Vieira              |
| Bruna Linzmeyer       | Anabela Fernandes Prado    |
| Emílio Orciollo Netto | Príncipe Sandra            |
| Tarcísio Meira        | Juiz Afrânio Lima          |
| Raoni Carneiro        | Osório Pimentel            |
| Lúcio Mauro           | Coronel Eustáquio Ferreira |
| Zéu Britto            | Poeta Argileu Palmeira     |
| Malu Valle            | Mariquinha Saad            |
| Charles Myara         | Salim Saad                 |
| Zé Carlos Machado     | Astrogildo Farias          |
| Carlos Betão          | Alceu                      |
| Izabella Bicalho      | Dona Rita                  |
| Maria Helena Pader    | Madre das Dores            |
| Prazeres Barbosa      | Irmã Piedade               |
| Patrícia Werneck      | Irmã Bianca                |
| Camilo Bevilacqua     | Pai de Iracema             |
| Isio Ghelman          | Deputado Fernando Bonfim   |
| Raquel Fabbri         | Prostituta do Bataclan     |
| Val Perré             | Capanga de Ramiro          |
| Land Vieira           | Juca                       |
| Vanderson Caires      | Bico Fino                  |
| Alan Pellegrino       | Serapião                   |
| Marcello Gonçalves    | Jagunço de Farias          |
| Everaldo Pontes       | Tio Silva                  |

## Produção
Após o sucesso de O Astro, a Globo decidiu continuar apostando no horário das 23 horas, com releituras de tramas antigas. Para comemorar o centenário de Jorge Amado, a emissora pretendia fazer um remake de Dona Flor e Seus Dois Maridos. Porém a emissora não conseguiu os direitos necessários para realizar a obra. Em contrapartida, conseguiu os direitos da obra Gabriela, Cravo e Canela, que anteriormente havia ganhando uma primeira versão na década de 1970.  Walcyr Carrasco, que mal havia terminado de escrever Morde & Assopra ficou encarregado da adaptação. O autor viajou para Ilhéus em busca de locações para a novela.

### Escolha do elenco
Camila Pitanga foi o primeiro nome pensado para viver a protagonista, porém foi descartada por ser considerada "muito velha" para o papel, uma vez que a atriz já tinha 35 anos na época, enquanto a personagem tinha em torno de 20 e poucos. Juliana Paes inicialmente foi descartada pelo mesmo motivo. Mariana Rios fez testes para a personagem, porém foi considerada inexperiente ainda para uma protagonista. Paes acabou sendo oficializada no papel, apesar da discordância da produção, devido a um pedido pessoal de Walcyr Carrasco. Regina Duarte foi o primeiro nome escalado para interpretar a cafetina Maria Machadão, mas recusou alegando compromissos no teatro e o papel passou para Elizabeth Savalla. Elizabeth, no entanto, foi dispensada por Roberto Talma, que não achou que ela se adequava ao perfil, o que gerou um atrito entre o diretor e o autor, que trabalhava com a atriz ininterruptamente desde 2001. Lucélia Santos também recusou o convite para a personagem e a direção chegou então aos nomes de Susana Vieira e Betty Faria, mas nenhuma ficou com o papel
Posteriormente, a cantora Ivete Sangalo, que havia sido convidada por Mauro Mendonça Filho para fazer apenas uma participação, foi confirmada para interpretar a personagem a pedido do autor. Alessandra Negrini, Flávia Alessandra e Cláudia Raia recusaram o papel de Zarolha e Leona Cavalli ficou com ela. O personagem Mundinho Falcão seria vivido pelo ator Max Fercondini, porém ele foi substituído por Mateus Solano sem maiores explicações.

### Gravações
As gravações da trama começaram em março de 2012. As primeiras cenas foram gravadas nas cidades de São Raimundo Nonato e Caracol, no estado do Piauí. Depois foram gravadas cenas na cidade de Canavieiras, na Bahia. Antes de começar a gravar as cenas, a atriz Juliana Paes passava por um processo de maquiagem, que durava algumas horas. A maquiagem que dava cor de canela à pele foi escolhida pela própria atriz e foi trazida dos Estados Unidos. Além disso, a atriz foi aconselhada a passar um tempo sem cuidar do cabelo e deixar as pontas duplas, pois isso ajudava a dar mais realidade à caracterização da personagem.Ilhéus, 1925. 

## Recepção

### Da crítica
Mauricio Stycer, crítico especializado em televisão, declarou: " (…) o primeiro capítulo (…) não foi inspirador. (…) 'Gabriela' chamou a atenção do público com seus efeitos de luz, mas não exibiu nenhum momento memorável, realmente de impacto. Ao contrário, em diferentes momentos pareceu uma novela velha, apenas com roupa nova, providenciada pela tecnologia."
Patrícia Kogut elogiou a atuação de Juliana Paes: "sua entrada em cena (…) foi triunfal. A atriz tem carisma e o physique du rôle." Ela ainda elogiou outros atores: "Chico Diaz, grande ator numa rápida aparição, garantiu bons momentos. Como ele, Leona Cavalli, e, surpresa das surpresas, Ivete Sangalo. Claro, a baiana até cantou, mas não fez feio atuando como Maria Machadão. Tem voz e presença. Gero Camilo apareceu rapidamente, e promete."

### Audiência
Gabriela conseguiu em seu primeiro capítulo 30 pontos, cada ponto equivale a 60 mil domicílios na Grande São Paulo. Sua antecessora, O Astro conquistou 28 pontos de média no primeiro capítulo. No entanto, o seu segundo capítulo, exibido mais tarde na faixa das 23h, teve uma queda de 9 pontos, fechando com uma média de 21 pontos. Em seu último capítulo, registrou 30 pontos de média, com pico de 32 e 64% de share. O Astro, havia alcançado 26 pontos em seu último capítulo.

### Prêmios e indicações
| Ano  | Prêmio                    | Categoria                | Indicação            | Resultado | Ref.   |
| ---- | ------------------------- | ------------------------ | -------------------- | --------- | ------ |
| 2012 | Prêmio Extra de Televisão | Melhor Novela            | Walcyr Carrasco      | Indicado  | [ 61 ] |
| 2012 | Prêmio Extra de Televisão | Melhor Ator              | Antônio Fagundes     | Indicado  | [ 61 ] |
| 2012 | Prêmio Extra de Televisão | Melhor Ator Coadjuvante  | José Wilker          | Indicado  | [ 61 ] |
| 2012 | Prêmio Extra de Televisão | Melhor Figurino          | Gabriela             | Indicado  | [ 61 ] |
| 2012 | Prêmio Extra de Televisão | Melhor Maquiagem         | Gabriela             | Indicado  | [ 61 ] |
| 2012 | Prêmio Quem de Televisão  | Melhor Ator              | Antônio Fagundes     | Indicado  | [ 62 ] |
| 2012 | Prêmio Quem de Televisão  | Melhor Ator              | Humberto Martins     | Indicado  | [ 62 ] |
| 2012 | Prêmio Quem de Televisão  | Melhor Ator              | Marcelo Serrado      | Indicado  | [ 62 ] |
| 2012 | Prêmio Quem de Televisão  | Melhor Atriz             | Juliana Paes         | Indicado  | [ 62 ] |
| 2012 | Prêmio Quem de Televisão  | Melhor Ator Coadjuvante  | Marco Pigossi        | Indicado  | [ 62 ] |
| 2012 | Prêmio Quem de Televisão  | Melhor Ator Coadjuvante  | Rodrigo Andrade      | Indicado  | [ 62 ] |
| 2012 | Prêmio Quem de Televisão  | Melhor Atriz Coadjuvante | Giovanna Lancellotti | Venceu    | [ 62 ] |
| 2012 | Prêmio Quem de Televisão  | Melhor Atriz Coadjuvante | Laura Cardoso        | Indicado  | [ 62 ] |
| 2012 | Prêmio Quem de Televisão  | Melhor Atriz Coadjuvante | Leona Cavalli        | Indicado  | [ 62 ] |
| 2012 | Prêmio Quem de Televisão  | Melhor Atriz Coadjuvante | Luiza Valdetaro      | Indicado  | [ 62 ] |
| 2012 | Prêmio Quem de Televisão  | Melhor Autor             | Walcyr Carrasco      | Indicado  | [ 62 ] |
| 2013 | Prêmio Contigo! de TV     | Melhor Ator Coadjuvante  | Rodrigo Andrade      | Indicado  |        |
| 2013 | Prêmio Contigo! de TV     | Melhor Atriz Coadjuvante | Giovanna Lancellotti | Indicado  |        |
| 2013 | Prêmio Contigo! de TV     | Melhor Atriz Coadjuvante | Laura Cardoso        | Indicado  |        |
| 2013 | Prêmio Contigo! de TV     | Revelação da TV          | Ivete Sangalo        | Venceu    |        |

## Exibição
Em razão do apagão que afetou os nove estados do Nordeste do Brasil em 25 de outubro de 2012, a TV Globo reapresentou o penúltimo capítulo somente para a região em 26 de outubro, onde era para ser transmitido o último. Excepcionalmente no mesmo dia, não foi exibido o Globo Repórter. E o último capítulo foi exibido no dia seguinte em 27 de outubro, um sábado, para os outros estados nos quais não houve debate eleitoral.

### Exibição internacional
| País                 | Canal          | Título local | Estreia                | Final                  | Horário semanal   | Hora           |
| -------------------- | -------------- | ------------ | ---------------------- | ---------------------- | ----------------- | -------------- |
| Brasil               | TV Globo       | Gabriela     | 18 de junho de 2012    | 26 de outubro de 2012  | Terça a Sexta9    | 23:0010        |
| Brasil               | TV Cultura     | Gabriela     | 7 de outubro de 2024   | presente               | Segunda e Domingo | 23:45          |
| Portugal             | SIC            | Gabriela     | 10 de setembro de 2012 | 20 de janeiro de 2013  | Segunda a Sexta   | 22:30          |
| Porto Rico           | WAPA-TV        | Gabriela     | 5 de agosto de 2013    | 22 de outubro de 2013  | Segunda a Sexta   | 14:00          |
| Equador              | Ecuavisa       | Gabriela     | 5 de agosto de 2013    | 1 de novembro de 2013  | Segunda a Sexta   | 22:45          |
| Venezuela            | Televen        | Gabriela     | 24 de setembro de 2013 | 4 de fevereiro de 2014 | Segunda a Sábado  | 23:001         |
| República Dominicana | Antena Latina  | Gabriela     | 7 de outubro de 2013   | 10 de janeiro de 2014  | Segunda a Sexta   | 22:00          |
| Bolívia              | Unitel         | Gabriela     | 14 de outubro de 2013  | 11 de dezembro de 2014 | Segunda a Sexta   | 23:00          |
| Uruguai              | Teledoce       | Gabriela     | 11 de novembro de 2013 | 28 de julho de 2014    | Segunda           | 00:002         |
| Peru                 | ATV            | Gabriela     | 6 de janeiro de 2014   | 20 de março de 2014    | Segunda a Sexta   | 22:00          |
| Paraguai             | SNT            | Gabriela     | 23 de janeiro de 2014  | 9 de abril de 2014     | Segunda a Sexta   | 22:00          |
| Colômbia             | CityTv         | Gabriela     | 3 de março de 2014     | 16 de maio de 2014     | Segunda a Sexta   | 22:10          |
| Nicarágua            | Televicentro   | Gabriela     | 28 de abril de 2014    | 11 de julho de 2014    | Segunda a Sexta   | 21:00          |
| Costa Rica           | Teletica       | Gabriela     | 6 de janeiro de 2015   | 10 de abril de 2015    | Terça a Sexta     | 00:00          |
| Itália               | Mediaset Extra | Gabriela     | 30 de março de 2015    | 12 de junho de 2015    | Segunda a Sexta   | 12:45          |
| Honduras             | Pasiones       | Gabriela     | 11 de agosto de 2015   | 27 de outubro de 2015  | Segunda a Sexta   | 17:003         |
| Costa Rica           | Pasiones       | Gabriela     | 11 de agosto de 2015   | 27 de outubro de 2015  | Segunda a Sexta   | 17:003         |
| Guatemala            | Pasiones       | Gabriela     | 11 de agosto de 2015   | 27 de outubro de 2015  | Segunda a Sexta   | 17:003         |
| El Salvador          | Pasiones       | Gabriela     | 11 de agosto de 2015   | 27 de outubro de 2015  | Segunda a Sexta   | 17:003         |
| México               | Pasiones       | Gabriela     | 11 de agosto de 2015   | 27 de outubro de 2015  | Segunda a Sexta   | 18:003         |
| Peru                 | Pasiones       | Gabriela     | 11 de agosto de 2015   | 27 de outubro de 2015  | Segunda a Sexta   | 18:004         |
| Equador              | Pasiones       | Gabriela     | 11 de agosto de 2015   | 27 de outubro de 2015  | Segunda a Sexta   | 18:004         |
| Colômbia             | Pasiones       | Gabriela     | 11 de agosto de 2015   | 27 de outubro de 2015  | Segunda a Sexta   | 18:004         |
| Venezuela            | Pasiones       | Gabriela     | 11 de agosto de 2015   | 27 de outubro de 2015  | Segunda a Sexta   | 18:305         |
| Bolívia              | Pasiones       | Gabriela     | 11 de agosto de 2015   | 27 de outubro de 2015  | Segunda a Sexta   | 19:006         |
| Paraguai             | Pasiones       | Gabriela     | 11 de agosto de 2015   | 27 de outubro de 2015  | Segunda a Sexta   | 19:007         |
| Chile                | Pasiones       | Gabriela     | 11 de agosto de 2015   | 27 de outubro de 2015  | Segunda a Sexta   | 20:008         |
| Argentina            | Pasiones       | Gabriela     | 11 de agosto de 2015   | 27 de outubro de 2015  | Segunda a Sexta   | 20:008         |
| Uruguai              | Pasiones       | Gabriela     | 11 de agosto de 2015   | 27 de outubro de 2015  | Segunda a Sexta   | 20:008         |
| Estados Unidos       | Pasiones       | Gabriela     | 22 de agosto de 2016   | 4 de novembro de 2016  | Segunda a Sexta   | 22:00          |
| Porto Rico           | Pasiones       | Gabriela     | 22 de agosto de 2016   | 4 de novembro de 2016  | Segunda a Sexta   | 22:00          |
| Portugal             | Globo Portugal | Gabriela     | 15 de maio de 2017     | presente               | Segunda a Sexta   | 23:00          |
| Portugal             | SIC            | Gabriela     | 8 de outubro de 2018   | 11 de janeiro de 2019  | Segunda a Sexta   | 18:15 ou 18:45 |
| Espanha              | Divinity       | Gabriela     | Brevemente             | Brevemente             | Brevemente        | Brevemente     |

↑1  Exibida em capítulos de 30 minutos.
↑2  Foi exibida alguns dias às 23:00 e outros às 23:30, os Domingos.
↑3  Transferida para as 17:30 a partir do dia 26 de outubro de 2015 e exibida em capítulos de 30 minutos.
↑4  Transferida para as 18:30 a partir do dia 26 de outubro de 2015 e exibida em capítulos de 30 minutos.
↑5  Transferida para as 19:00 a partir do dia 26 de outubro de 2015 e exibida em capítulos de 30 minutos.
↑6  Transferida para as 19:30 a partir do dia 26 de outubro de 2015 e exibida em capítulos de 30 minutos.
↑7  Transferida para as 20:00 a partir do dia 5 de outubro de 2015. Transferida para as 20:30 a partir do dia 26 de outubro de 2015 e exibida em capítulos de 30 minutos.
↑8  Transferida para as 20:30 a partir do dia 26 de outubro de 2015 e exibida em capítulos de 30 minutos.
↑9  O primeiro capítulo foi exibido em uma Segunda.
↑10  O primeiro capítulo foi exibido às 22:15.

### Outras mídias
Gabriela esteve disponível para streaming durante sua exibição original na plataforma Globo.tv, mas foi retida do catálogo do Globoplay em função do licenciamento dos direitos autorais da obra (de propriedade da Warner). Atualmente, é possível ver apenas as cenas dos capítulos disponíveis na plataforma.

## Trilha Sonora
A trilha sonora da novela conta com regravações da versão original, novas canções e ainda com poemas musicados de Jorge Amado, o autor do romance que inspira a trama e também conta com uma trilha sonora adicional com as músicas cantadas por Maria Machadão (Ivete Sangalo), no cabaré Bataclan.

### Nacional
- Capa com: Juliana Paes, como Gabriela.[3]

1. "Alegre Menina" - Djavan [67][70]
2. "Caravana" - Geraldo Azevedo [71]
3. "Coração Ateu" - Maria Bethânia [72]
4. "Filho da Bahia" - Fafá de Belém [72]
5. "Guitarra Bahiana" - Moraes Moreira [72]
6. "Modinha Para Gabriela" - Gal Costa [73]
7. "Porto" - MPB4 [72]
8. "São Jorge dos Ilhéus" - Alceu Valença [72]
9. "Me Leva Embora" - Ivete Sangalo [67]
10. "Lindinalva" - Babado Novo [67]
11. "Aura de Glória" - João Bosco [67][72]
12. "Depois Cura" - Mart'nália [72]
13. "Lamento Sertanejo" - Elba Ramalho e Dominguinhos [74]
14. "Você não me ensinou a te esquecer" - Caetano Veloso e Fernando Mendes [72]
15. "Flor da Noite" - Celso Fonseca, Ronaldo Bastos e Nana Caymmi [72]
16. "Tema de Amor de Gabriela" - Tom Jobim e Banda Nova [72]
17. "A Morena" - Luiza Casé e Mu Chebabi [72]
18. "Retirada" - Elomar [72]